# Milán-San Remo 2015
La Milán-San Remo 2015 fue la 106.ª edición de esta clásica ciclista de primavera. Se disputó el domingo 22 de marzo de 2015 sobre un recorrido de 293 km, muy similar a la edición anterior. 
La novedad de la carrera fue que la llegada volvió a ser en la Vía Roma y no en Lungomare Italo Calvino como en las últimas siete ediciones.
Formó parte del UCI WorldTour 2015, siendo la cuarta competición de dicho calendario y el primero de los 5 monumentos.
El ganador fue el alemán John Degenkolb del equipo Giant-Alpecin, quién superó a Alexander Kristoff y Michael Matthews en un grupo de una treintena de corredores que llegaron a definir.

## Recorrido
La edición de 2015 fue de 293 km de longitud (la carrera más larga del calendario ciclístico internacional). Se inició en la ciudad de Milán y la primera parte de la ruta fue casi totalmente plana, recorriendo las provincias de Milán, Pavia y Alessandria. No hubo ascensos en los primeros 100 km, hasta entrar en la provincia de Génova, donde los corredores enfrentaron el Paso del Turchino, una larga subida pero con escasa pendiente y sin dificultad significativa. Luego del descenso se llegó a la provincia de Savona y los siguientes 80 km fueron nuevamente planos recorriendo la costa mediterránea.
La parte más difícil de la competición se produjo después de los 240 km. Al entrar en la provincia de Imperia, los ciclistas enfrentaron a una serie de subidas: Capo Mele (241,3 km), Capo Cerva (246,4 km) y Capo Berta (254,3 km). Después de estas subidas, una parte plana de menos de 10 km y comenzó la subida a Cipressa, de 5,6 km de largo con una pendiente media del 4,1% y un máximo del 9%. Al llegar a la cima, faltaban 21,5 km para la línea de meta.
Después del descenso de Cipressa, un tramo de 9 km plano para entrar en la subida final de la carrera, el Poggio de San Remo de 3,7 km de largo, con una pendiente media del 3% y 700 metros a un máximo de 8%. La cima estuvo a 5,5 km del final. El descenso fue muy técnico, con calles estrechas y curvas cerradas. Finalizado el descenso, restaban 2,3 km para el final en la Vía Roma de San Remo.

## Equipos participantes
Tomaron parte en la carrera 25 equipos: los 17 UCI ProTeam (al tener asegurada y ser obligatoria su participación), más 8 equipos Profesionales Continentales invitados por la organización. Formando así un pelotón de 200 ciclistas (el límite de ciclistas para carreras profesionales) de 8 corredores cada equipo, de los que acabaron 160. Los equipos paricipantes fueron:
| Equipo                       | Cód. UCI | Categoría               |
| ---------------------------- | -------- | ----------------------- |
| AG2R La Mondiale             | ALM      | UCI ProTeam             |
| Astana Pro Team              | AST      | UCI ProTeam             |
| BMC Racing Team              | BMC      | UCI ProTeam             |
| Etixx-Quick Step             | EQS      | UCI ProTeam             |
| FDJ                          | FDJ      | UCI ProTeam             |
| IAM Cycling                  | IAM      | UCI ProTeam             |
| Team Katusha                 | KAT      | UCI ProTeam             |
| Lampre-Merida                | LAM      | UCI ProTeam             |
| Lotto Soudal                 | LTS      | UCI ProTeam             |
| Movistar Team                | MOV      | UCI ProTeam             |
| Orica GreenEDGE              | OGE      | UCI ProTeam             |
| Team Sky                     | SKY      | UCI ProTeam             |
| Team Cannondale-Garmin       | TCG      | UCI ProTeam             |
| Tinkoff-Saxo                 | TCS      | UCI ProTeam             |
| Trek Factory Racing          | TFR      | UCI ProTeam             |
| Team Giant-Alpecin           | TGA      | UCI ProTeam             |
| Team Lotto NL-Jumbo          | TLJ      | UCI ProTeam             |
| Androni Giocattoli-Venezuela | AND      | Profesional Continental |
| Bardiani CSF                 | BAR      | Profesional Continental |
| Bora-Argon 18                | BOA      | Profesional Continental |
| CCC Sprandi Polkowice        | CCC      | Profesional Continental |
| Cofidis, Solutions Crédits   | COF      | Profesional Continental |
| Colombia                     | COL      | Profesional Continental |
| MTN Qhubeka                  | MTN      | Profesional Continental |
| Team Novo Nordisk            | TNN      | Profesional Continental |

## UCI World Tour
La Milán-San Remo otorgó puntos para el UCI WorldTour 2015, solamente para corredores de equipos UCI ProTeam. La siguiente tabla corresponde al baremo de puntuación:
| Posición   | 1º  | 2º | 3º | 4º | 5º | 6º | 7º | 8º | 9º | 10º |
| Puntuación | 100 | 80 | 70 | 60 | 50 | 40 | 30 | 20 | 10 | 4   |

## Clasificación final
| Posición | Ciclista             | Equipo                     | Tiempo          | Puntos UCI |
| -------- | -------------------- | -------------------------- | --------------- | ---------- |
| 1.º      | John Degenkolb       | Giant-Alpecin              | 6 h 46 min 16 s | 100        |
| 2.º      | Alexander Kristoff   | Katusha                    | m.t.            | 80         |
| 3.º      | Michael Matthews     | Orica GreenEDGE            | m.t.            | 70         |
| 4.º      | Peter Sagan          | Tinkoff-Saxo               | m.t.            | 60         |
| 5.º      | Niccolò Bonifazio    | Lampre-Merida              | m.t.            | 50         |
| 6.º      | Nacer Bouhanni       | Cofidis, Solutions Crédits | m.t.            | -          |
| 7.º      | Fabian Cancellara    | Trek Factory Racing        | m.t.            | 30         |
| 8.º      | Davide Cimolai       | Lampre-Merida              | m.t.            | 20         |
| 9.º      | Tony Gallopin        | Lotto-Soudal               | m.t.            | 10         |
| 10.º     | Edvald Boasson Hagen | MTN Qhubeka                | m.t.            | -          |

| 11.º | Jürgen Roelandts    | Lotto-Soudal          | m.t. |
| 12.º | Matti Breschel      | Tinkoff-Saxo          | m.t. |
| 13.º | Ben Swift           | Sky                   | m.t. |
| 14.º | Sebastian Langeveld | Cannondale-Garmin     | m.t. |
| 15.º | Tim Wellens         | Lotto-Soudal          | m.t. |
| 16.º | Grega Bole          | CCC Sprandi Polkowice | m.t. |
| 17.º | Paul Martens        | Lotto NL-Jumbo        | m.t. |
| 18.º | Sonny Colbrelli     | Bardiani CSF          | m.t. |
| 19.º | Greg Van Avermaet   | BMC Racing            | m.t. |
| 20.º | Alejandro Valverde  | Movistar              | m.t. |